# 竹山博英
竹山 博英（たけやま ひろひで、1948年 - ）は、日本のイタリア文学者、翻訳家。立命館大学文学部名誉教授。

## 来歴
東京都生まれ。1978年、東京外国語大学ロマンス系言語専攻修士課程修了。ローマ大学でイタリア現代文学と民俗学を学ぶ。プリーモ・レーヴィ、イタロ・カルヴィーノ、カルロ・ギンズブルグなどを多数翻訳、イタリア映画の批評、シチリア・マフィア研究を始め、中世から現代に至るイタリア民衆の文化、宗教的建造物、組織犯罪などの調査・文献研究を行った。
2005年、『ローマの泉の物語』でマルコ・ポーロ賞を受賞。2008年「イタリアの記念碑的墓地」で立命館大学文学博士（著者プロフィールより）。

## 著書
- 『シチリア 神々とマフィアの島』（朝日選書） 1985.9
- 『マフィア シチリアの名誉ある社会』（朝日選書） 1988.10
- 『マフィア戦争 ナポリ・カラブリア・シチリアをゆく』（集英社） 1991.7
- 『マフィア・その神話と現実』（講談社現代新書） 1991.2
- 『シチリアの春 世紀末の文化と社会』（朝日選書） 1994.6
- 『ローマの泉の物語』（集英社新書） 2004.8
- 『イタリアの記念碑墓地 その歴史と芸術』（言叢社） 2007.6
- 『プリーモ・レーヴィ アウシュヴィッツを考えぬいた作家』（言叢社） 2011.1

## 翻訳
- 『宇宙人の痕跡』（ピーター・コロシモ、大陸書房） 1973
- 『生まれなかった子への手紙』（オリアーナ・ファラーチ、講談社） 1977.6
- 『父 パードレ・パドローネ ある羊飼いの教育』（ガヴィーノ・レッダ、平凡社） 1982.8。朝日選書 1995.6
- 『現代イタリア幻想短篇集』（カルヴィーノ他、国書刊行会、世界幻想文学大系41） 1984.3
- 『フェリーニ 映画を語る』（フェデリコ・フェリーニ, ジョヴァンニ・グラッツィーニ、筑摩書房） 1985.11
- 『真昼のふくろう』（レオナルド・シャーシャ、朝日新聞社） 1987.4
- 『ベルトルッチ、クライマックス・シーン』（ベルナルド・ベルトルッチ、筑摩書房、リュミエール叢書） 1989.11
- 『映画監督という仕事』（フェデリーコ・フェリーニ, リータ・チリオ、筑摩書房、リュミエール叢書） 1996.3
- 『アレクサンドリア図書館の謎 古代の知の宝庫を読み解く』（ルチャーノ・カンフォラ、工作舎） 1999.6　ISBN 978-4-87502-311-1
- 『マフィアとの死闘 生き残った検事の手記』（ジュセッペ・アヤーラ, フェリーチェ・カヴァッラーロ、日本放送出版協会） 2000.2
- 『天国と地獄の百科 ヴィジュアル版 天使・悪魔・幻視者』（ジョルダーノ・ベルティ、柱本元彦共訳、原書房） 2001.4
- 『キリストはエボリで止まった』（カルロ・レーヴィ、岩波文庫） 2016.10

### カルロ・ギンズブルグ
- 『ベナンダンティ 16 - 17世紀における悪魔崇拝と農耕儀礼』（カルロ・ギンズブルグ、せりか書房） 1986.2
- 『神話・寓意・徴候』（カルロ・ギンズブルグ、せりか書房） 1988.10
- 『闇の歴史 サバトの解読』（カルロ・ギンズブルグ、せりか書房） 1992.11
- 『ピノッキオの眼 距離についての九つの省察』（カルロ・ギンズブルグ、せりか書房） 2001.10

### プリーモ・レーヴィ
- 『アウシュヴィッツは終わらない あるイタリア人生存者の考察』（プリーモ・レーヴィ、朝日選書） 1980.2、のち改訂完全版『これが人間か』（朝日選書） 2017.10
- 『周期律 元素追想』（プリーモ・レーヴィ、工作舎） 1992.9　ISBN 4-87502-204-2
- 『今でなければいつ』（プリーモ・レーヴィ、朝日新聞社） 1992.10
- 『休戦』（プリーモ・レーヴィ、朝日新聞社） 1998.8、のち岩波文庫 2010.9
- 『溺れるものと救われるもの』（プリーモ・レーヴィ、朝日新聞社） 2000.7、のち朝日選書 2014.6
- 『リリス アウシュヴィッツで見た幻想』（プリーモ・レーヴィ、晃洋書房） 2016.1